# Roger Lemus
Roger Lemus (Barrancabermeja, Santander, Colombia; 27 de enero de 1992) es un futbolista colombiano. Juega de centrocampista y actualmente milita en el Jaguares de Córdoba de la Categoría Primera A colombiana.

## Clubes
| Club                 | País     | Año             |
| -------------------- | -------- | --------------- |
| Atlético Bucaramanga | Colombia | 2009 - 2010     |
| Once Caldas          | Colombia | 2011            |
| Real Santander       | Colombia | 2013 - 2017     |
| Leones               | Colombia | 2018            |
| Atlético Bucaramanga | Colombia | 2019            |
| Jaguares de Córdoba  | Colombia | 2020 - Presente |